# أدريانا بيريز
أدريانا بيريز (بالإسبانية: Adriana Pérez) مواليد 20 نوفمبر 1992 في ولاية أنزواتغي، فنزويلا، هي لاعبة كرة مضرب فنزويلية تلعب باليد اليمنى. أعلى تصنيف لها في الفردي في تصنيف رابطة محترفات كرة المضرب كان المركز الـ 186 في سنة 2014.

## روابط خارجية
- أدريانا بيريز على موقع رابطة محترفات التنس (الإنجليزية)
- أدريانا بيريز على موقع الاتحاد الدولي لكرة المضرب (الإنجليزية)
- أدريانا بيريز على موقع كأس بيلي جين كينغ (الإنجليزية)
- أدريانا بيريز على موقع خلاصة التنس.كوم (الإنجليزية)
- أدريانا بيريز على موقع أوليمبيديا (الإنجليزية)